# Isländischer Fußballpokal der Männer 2006
Der isländische Fußballpokal 2006 war die 47. Austragung des isländischen Pokalwettbewerbs der Männer. Pokalsieger wurde Keflavík ÍF. Das Team setzte sich am 30. September 2006 im Laugardalsvöllur von Reykjavík gegen KR Reykjavík durch und qualifizierte sich damit für den UEFA-Pokal.
Titelverteidiger Valur Reykjavík schied im Viertelfinale gegen Víkingur Reykjavík aus.

## Modus
Die Begegnungen wurden in einem Spiel ausgetragen. In den ersten zwei Runden nahmen Vereine ab der dritten Liga abwärts sowie KA Akureyri aus der zweiten Liga teil. Weitere neun Mannschaften aus der zweiten Liga starteten in der dritten Runde. Die Vereine der ersten Liga stiegen erst im Achtelfinale ein. Bei unentschiedenem Ausgang wurde das Spiel zunächst verlängert und gegebenenfalls durch Elfmeterschießen entschieden.

## 1. Runde
| Datum      |                         | Ergebnis |                             |
| ---------- | ----------------------- | -------- | --------------------------- |
| 11.05.2006 | UMF Afturelding         | 4:2      | UMFL Þórshöfn               |
| 11.05.2006 | Reynir Sandgerði        | 4:0      | Tunglið Reykjavík           |
| 12.05.2006 | Neisti Hofsós           | 0:7      | Magni Grenivík              |
| 12.05.2006 | KE Egilsstaðir          | 1:4      | Boltafélag Norðfjarðar      |
| 12.05.2006 | Kári Akranes            | 4:1      | Ýmir Kópavogur              |
| 12.05.2006 | Léttir Reykjavík        | 1:2      | UMF Kjalnesingar            |
| 12.05.2006 | ÍF Grótta               | 5:1      | Afríka Reykjavík            |
| 12.05.2006 | ÍH Hafnarfjörður        | 4:1      | Elliði Reykjavík            |
| 12.05.2006 | KS Dalvík/Reynir        | 1:6      | UMF Tindastóll              |
| 12.05.2006 | GG Grindavík            | 1:2      | UMF Skallagrímur            |
| 12.05.2006 | UMF Hrunamenn           | 1:7      | Árborg Selfoss              |
| 13.05.2006 | Drangur Kópavogur       | 2:1      | Hamar Hveragerði            |
| 13.05.2006 | KFS Vestmannaeyja       | 5:0      | Ægir þorlákshöfn            |
| 13.05.2006 | Vinir Akureyri          | 6:1      | Snörtur Kópasker            |
| 13.05.2006 | Víðir Garði             | 3:4      | Hvíti riddarinn Mosfellsbær |
| 13.05.2006 | Hvöt Blönduós           | 2:0      | Hamrarnir Akureyri          |
| 13.05.2006 | Markaregn Hafnarfjörður | 0:4      | KF Vesturbæjar              |

## 2. Runde
| Datum      |                    | Ergebnis              |                             |
| ---------- | ------------------ | --------------------- | --------------------------- |
| 18.05.2006 | UMF Sindri Höfn    | 5:3                   | Boltafélag Norðfjarðar      |
| 18.05.2006 | Reynir Sandgerði   | 1:2                   | Drangur Kópavogur           |
| 18.05.2006 | UMF Selfoss        | 5:1                   | KFS Vestmannaeyja           |
| 18.05.2006 | KA Akureyri        | 4:1                   | KS/Leiftur                  |
| 18.05.2006 | UMF Njarðvík       | 7:1                   | UMF Kjalnesingar            |
| 18.05.2006 | Neisti Djúpivogur  | 0:3                   | KFF Fjarðabyggðar           |
| 18.05.2006 | UMF Skallagrímur   | 2:3 n. V.             | UMF Afturelding             |
| 18.05.2006 | ÍR Reykjavik       | 2:1                   | Árborg Selfoss              |
| 18.05.2006 | Vinir Akureyri     | 1:2                   | þór Akureyri                |
| 18.05.2006 | UMF Tindastóll     | 3:0                   | Völsungur Húsavík           |
| 19.05.2006 | Höttur Egilsstaðir | 2:0                   | Leiknir Fáskrúðsfjörður     |
| 19.05.2006 | KF Vesturbæjar     | 4:3 n. V.             | ÍF Grótta                   |
| 19.05.2006 | ÍH Hafnarfjörður   | 3:3 n. V. (6:5 i. E.) | Kári Akranes                |
| 19.05.2006 | Magni Grenivík     | 3:2                   | Hvöt Blönduós               |
| 20.05.2006 | BÍ/Bolungarvík     | 1:4                   | Hvíti riddarinn Mosfellsbær |

## 3. Runde
Teilnehmer: Die fünfzehn Sieger der 2. Runde und neun Vereine der 1. deild karla.
| Datum      |                      | Ergebnis              |                             |
| ---------- | -------------------- | --------------------- | --------------------------- |
| 30.05.2006 | ÍR Reykjavik         | 3:0                   | UMF Stjarnan                |
| 30.05.2006 | Fram Reykjavík       | 4:0                   | Fjölnir Reykjavík           |
| 31.05.2006 | Drangur Kópavogur    | 0:5                   | Haukar Hafnarfjörður        |
| 31.05.2006 | ÍH Hafnarfjörður     | 2:4                   | Leiknir Reykjavík           |
| 31.05.2006 | þróttur Reykjavík    | 3:1                   | UMF Víkingur                |
| 31.05.2006 | HK Kópavogur         | 4:0                   | Hvíti riddarinn Mosfellsbær |
| 31.05.2006 | Huginn Seyðisfjörður | 2:2 n. V. (3:4 i. E.) | KFF Fjarðabyggðar           |
| 31.05.2006 | UMF Njarðvík         | 4:0                   | UMF Selfoss                 |
| 31.05.2006 | þór Akureyri         | 6:1                   | UMF Tindastóll              |
| 01.06.2006 | UMF Afturelding      | 6:1                   | KF Vesturbæjar              |
| 01.06.2006 | KA Akureyri          | 7:0                   | Magni Grenivík              |
| 01.06.2006 | UMF Sindri Höfn      | 3:1                   | Höttur Egilsstaðir          |

## 4. Runde
| Datum      |                      | Ergebnis |                   |
| ---------- | -------------------- | -------- | ----------------- |
| 14.06.2006 | KFF Fjarðabyggðar    | 3:2      | UMF Sindri Höfn   |
| 15.06.2006 | ÍR Reykjavik         | 0:2      | Leiknir Reykjavík |
| 15.06.2006 | þróttur Reykjavík    | 2:1      | HK Kópavogur      |
| 15.06.2006 | UMF Afturelding      | 1:2      | UMF Njarðvík      |
| 16.06.2006 | KA Akureyri          | 2:1      | þór Akureyri      |
| 16.06.2006 | Haukar Hafnarfjörður | 1:5      | Fram Reykjavík    |

## Achtelfinale
Teilnehmer: Die sechs Sieger der 4. Runde und die zehn Vereine der Landsbankadeild 2006.
| Datum      |                   | Ergebnis  |                      |
| ---------- | ----------------- | --------- | -------------------- |
| 02.07.2006 | KFF Fjarðabyggðar | 0:2       | Valur Reykjavík      |
| 02.07.2006 | FH Hafnarfjörður  | 1:2       | Víkingur Reykjavík   |
| 02.07.2006 | UMF Njarðvík      | 0:1       | KR Reykjavík         |
| 02.07.2006 | Fram Reykjavík    | 2:3 n. V. | ÍA Akranes           |
| 02.07.2006 | KA Akureyri       | 3:2       | Breiðablik Kópavogur |
| 03.07.2006 | Fylkir Reykjavík  | 1:2       | ÍBV Vestmannaeyja    |
| 03.07.2006 | þróttur Reykjavík | 2:1       | UMF Grindavík        |
| 06.07.2006 | Leiknir Reykjavík | 0:3       | Keflavík ÍF          |

## Viertelfinale
| Datum      |                 | Ergebnis              |                    |
| ---------- | --------------- | --------------------- | ------------------ |
| 23.07.2006 | ÍA Akranes      | 3:4                   | Keflavík ÍF        |
| 23.07.2006 | KA Akureyri     | 1:5                   | þróttur Reykjavík  |
| 23.07.2006 | Valur Reykjavík | 1:2                   | Víkingur Reykjavík |
| 23.07.2006 | KR Reykjavík    | 1:1 n. V. (4:2 i. E.) | ÍBV Vestmannaeyja  |

## Halbfinale
| Datum      |                    | Ergebnis  |              |
| ---------- | ------------------ | --------- | ------------ |
| 28.08.2006 | Víkingur Reykjavík | 0:4       | Keflavík ÍF  |
| 29.08.2006 | þróttur Reykjavík  | 0:1 n. V. | KR Reykjavík |

## Finale
| Paarung        | KR Reykjavík – Keflavík ÍF |
| Ergebnis       | 0:2 (0:2) |
| Datum          | 30. September 2006 |
| Stadion        | Laugardalsvöllur, Reykjavík |
| Zuschauer      | 4.699 |
| Schiedsrichter | Jóhannes Valgeirsson |
| Tore           | 0:1 Guðjón Arni Antoniusson (21.) 0:2 Baldur Sigurðsson (30.) |
| KR Reykjavík   | Kristján Finnbogason – SigÞor Juliusson (77. Guðmundur Pétursson), Tryggvi Sveinn Bjarnason, Gunnlaugur Jónsson, Vigfús Arnar Jósepsson – Mario Čižmek (72. Gunnar Kristjánsson), Kristinn Jóhannes Magnússon, Bjarnólfur Lárusson, Sigmundur Kristjánsson – Bjorgolfur Takefusa (60. Skúli Jón Friðgeirsson), Grétar Ólafur Hjartarson. Cheftrainer: Teitur Þórðarson   |
| Keflavík ÍF    | Ómar Jóhannsson – Guðjón Arni Antoniusson, Kenneth Gustafsson, Guðmundur Viðar Mete, Hallgrimur Jonasson – Magnús Sverrir þorsteinsson (66. Branislav Miličević), Baldur Sigurðsson, Jónas Guðni Sævarsson, Simun Samuelsen (90. Ólafur Jón Jónsson) – þórarinn Brynjar Kristjánsson (90. Stefán Örn Arnarson), Guðmundur Steinarsson. Cheftrainer: Kristján Guðmundsson |
| Gelbe Karten   | Tryggvi Sveinn Bjarnason, Gunnlaugur Jónsson, Mario Čižmek, SigÞor Juliusson – Baldur Sigurðsson |